# Мдевакантон
Мдевакантон или по-правилно Мдеуакантон е едно от четирите основни подразделения или племена на източните сиукси или дакота, известни и като сантии (от „исанти – нож“, което идва от тяхното име на едно от езерата на Майлс Лакс (Исантамде – Езерото нож). Останалите три са вахпекуте, вахпетон и сиситон. Историческата им родина се простира в района на езерата Майлс Лакс в централна Минесота.

## Име
Мдевакантон носи името на едно от езерата на Майлс Лакс, около което живеят и което наричат Мдеуакан – Свещеното езеро.
Мденакантон е съкратено от мдеуакантонуан или бдеуакантонуан, което в езика дакота означава Село на Свещеното езеро (от мде – езеро, уакан – свещен и отонуе – село).

## Население
През 1804 г. Луис и Кларк оценяват населението им на 300 войни или около 1200 души общо. В преброяването през 1890 г. са записани 869 мдевакантон и вахпекуте в резервата Сантии в Небраска и 292 във Фландрю в Южна Дакота. В доклад от 1905 г. се споменава за 100 в Бърч Кули и 779 на други места в Минесота.

## Подразделения
По-надолу е даден списък на подразделенията споменати от изследователите, които са се срещали с племето.
| Пиер-Антоан Табьо 1803-1804       | Луис и Кларк 1804-1805          | Уилям Кийтинг 1824          | Жозеф Николет 1838-1839                                               | Жозеф Николет 1838-1839                    | Стивън Р. Ригс 1852           | Джеймс О. Дорси                                  | Транскрипция |
| --------------------------------- | ------------------------------- | --------------------------- | --------------------------------------------------------------------- | ------------------------------------------ | ----------------------------- | ------------------------------------------------ | --- |
| 1.Kiouxas (Киуксас)               | Kee-uke-sah (Кий-уке-са)        | Keoxa (Кеокса)              | Kiuksa or Kiuksapi (Киукса или Киуксапи)                              | Keyooksã (Кейуукса)                        | Ki-yu-ksa (Киюкса)            | Kiyuksa (Киюкса)                                 | khiyũksa (Киюкса - скъсан на две); wapahaša (Уапахаша - )                                                               |
| 2.Tintatons (Тинтатонс)           | Tin-tah-ton (Тинтатон)          |                             | Tinta ottonwe (Тинта отонуе)                                          | Tintatoan (Тинтатоан)                      | Tiŋ-ta-toŋ-we (Тинтатонуе)    | Tinta otonwe (Тинта отонуе)                      | thỊta othụwe (Тинта отунуе - село в прерията)                                                                           |
| 3.                                |                                 | Taoapa (Таоапа)             | Band or people of the Eagle’s Head (Група или хората на Орлова глава) |                                            |                               |                                                  | thewapa (Теуапа - лотос)                                                                                                |
| 4.Mindewacantons (Миндеуакантонс) | Mindawarcarton (Миндауаркартон) |                             |                                                                       |                                            |                               |                                                  | mdewảkhạthụwạ (Мдеуакантунуан - село на Свещеното езеро))                                                               |
| 5.Matatons (Мататонс)             | Mah-tah-ton (Мататон)           |                             |                                                                       |                                            |                               |                                                  | ? |
| 6.                                |                                 | Eanbosandata (Еанбосандата) | Rheminicha (Реминича)                                                 | Iyanmobondata (Иянмобондата)               | He-mni-caṇ (Хемничан)         | Qe-mini-tcan or Qemnitca (Кеминичан или Кемнича) | ĮỴạ bosdẚta (Инян босдата - издигната скала, Касъл Рок) ;xemnichạ (Хемничан - Барн Блъф)                                |
| 7.                                |                                 | Kapoja (Капожа)             | Kap’oje (Капоже)                                                      | Kapozha (Капожа, групата на Малката врана) | Ka-po-ẑa (Капожа)             | Kap’oja (Капожа)                                 | kaṗoẑa (капожа - ) |
| 8.                                |                                 | Oanoska (Оаноска)           | Hohaanskae (Хохаанскае)                                               | Marhayouteshni (Махаютешни)                | Ma-ga-yu-te ṥni (Магаютешни)  | Maxa yute cni (Махаютесни)                       | hohạska (хоханска - ):maya yứteṥni (магаютешни - не ядат гъски)                                                         |
| 9.                                |                                 | Tetankatane (Тетанкатане)   | Tanina ottonwe (Танина отонуе)                                        | Oyateshitsha (Оятешитша)                   | Oyate-ṥića (Ояте шича)        | Oyate citca (Ояте сича)                          | thithạka thạnímna (стара голяма колиба):thanin othụwe (танин отунуе - старо село): oyate ślća (ояте шича - лошите хора) |
| 10.                               |                                 | Weakaotea Уеакаотеа)        |                                                                       |                                            |                               |                                                  | ? |
| 11.                               |                                 |                             | Rheatan ottonwe (Реатан отонуе)                                       |                                            | He-ya-ta-toŋ-we (Хеята тонуе) | Qeyata otonwe (Кеята отонуе)                     | xeyẚta othụwe (хеята отунуе - горното село)                                                                             |
| 12.                               |                                 |                             | Village at Pine Bend (Село на Пайн Бенд, асоциира се със 7)           | Band at Pine Bend (групата от Пайн Бенд)   |                               |                                                  | |

През 1822 г. Стивън Лонг записва следните групи:
- Кеоха (Киюкса) – 400 души
- Еанбосандата (Хемничан) – 100 души
- Капожа – 300 души
- Оаноска (Оханханска) – 200 души
- Тетанкатане (Тинтаотонуе) – 150 души
- Уекаота (Хениничан) – 50 души

Джеймс Оуен Дорси дава следните подразделения:
- Киюкса – Нарушителите (на закона за брака)
- Хемничан – Дърво до водата в планината (Хе – планина, Мни – вода, Чан – дърво)
- Капожа – Необременени с много багаж
- Магаютешни – Не ядат гъски (Мага – гъска, Юте – яде, Шни – не)
- Хеятаотунуе – Село зад реката
- Ояте шича – Лошия народ (Ояте – народ, Шича – лош)
- Тинтаотунуе – Село в прерията (Тинта – прерия, Отонуе – село)

Тези подразделения изчезват след 1880 г. Впоследствие са записани следните подразделения:
- Киюкса
- Оханханска
- Тачанписапа
- Аногинажин
- Тинтаотунуе
- Ояте шича
- Хемничан
- Капожа
- Магаютешни
- Махпиямаза – Железните облаци (Махпия – облак, Маза – желязо)
- Махпияуичашта – Хората облаци или Небесните хора (Махпия – облак, небе и Уичашта – човек)
- Хеятаотунуе
- Теуапа[1][2]